# Gerichtslinde Mönchsdeggingen
Die Gerichtslinde in Mönchsdeggingen, amtlich Thinglinde, ist ein Naturdenkmal im Landkreis Donau-Ries, Regierungsbezirk Schwaben in Bayern. Die amtliche Listennummer lautet ND-06609.
Das Alter eines der mächtigsten Bäume Deutschlands ist auf mindestens 1100 Jahre nachgewiesen. Ob die Sommerlinde wirklich als Gerichtslinde genutzt wurde, konnte durch Urkunden nicht belegt werden, ist jedoch sehr wahrscheinlich. Gesichert wurde der Baum bis ins 18. Jahrhundert als Tanzlinde genutzt.
Um 1800 brach einer der mächtigen, nahe dem Erdboden austretenden Äste ab; bis dahin hatte der Baum einen Umfang von über 15,00 Meter. Nach der Spaltung beträgt der Umfang des Hauptstammes etwa 4,75 Meter, in 1 m Höhe über Erdgleiche gesamt etwa 9,90 Meter. Die Höhe beträgt – geschätzt – etwa 20 Meter.
Nach dem Bruch des Hauptastes erfuhr der bis dahin der Fäulnis und Verpilzung ausgesetzte Baum erst im 20. Jahrhundert erste Schutzmaßnahmen entsprechend damaliger Fachlichkeit mittels Ausfüllen mit vermörtelten Ziegeln und Beton. Erst Anfang der 1960er Jahre konnte eine dieser Periode entsprechende fachgerechte Generalsanierung aufgrund des Engagements eines Mönchsdegginger Bürgers – Messner F.J. Wiedemann – begonnen werden und wurde 1967 abgeschlossen. Im Jahr 2006 erfolgte eine aufwändige Pflegemaßnahme. Zum Stand 2017 wäre rechtzeitiges Nacharbeiten von pflegebedürftigen Stellen wünschenswert.
Die Linde befindet sich auf Grund und im Eigentum der Evangelischen Kirchengemeinde Mönchsdeggingen und unterliegt als Naturdenkmal der Obhut der Unteren Naturschutzbehörde beim Landratsamt Donau-Ries. Auf der Südseite gegen den Berg befindet sich eine Erläuterungstafel des GeoPark Ries für die Station des Mönchsdegginger Geo-Lehrpfades.
Das Naturdenkmal ist von der Ortsdurchgangstraße Albstraße nicht direkt erreichbar. Um zum Baum zu gelangen, geht man von dem der Gemeindeverwaltung schräg gegenüberliegenden Parkplatz – Anton-Jaumann-Platz – an dessen östlichem Ende den Kirchsteig hinauf zum Friedhof. Vor dem Friedhofstor biegt man scharf rechts ab in einen schmalen unbefestigten Fußsteig, von dort sind es wenige Meter bis zur Gerichtslinde.
Der Baum ist seit 2006 gelistet im Deutschen Baumarchiv L. und S. Kühn, Gießen.